# مونتون للألعاب
شركة Shanghai Moonton Technology Co. Ltd. (بالصينية: 上海沐瞳科技有限公司؛ بينيين: Shànghǎi mù tóng kējì yǒuxiàn gōngsī)، والمعروفة اختصارًا باسم Moonton، هي شركة صينية متعددة الجنسيات متخصصة في تطوير ونشر ألعاب الفيديو.
تملكها شركة Nuverse، وهي إحدى الشركات التابعة لـ ByteDance، ويقع مقرها في مدينة شنغهاي بالصين.
تشتهر Moonton بلعبتها الشهيرة Mobile Legends: Bang Bang، وهي لعبة موبا متعددة اللاعبين عبر الإنترنت (MOBA) تم إصدارها في يوليو 2016.

## تاريخ الشركة
تأسست شركة Moonton في أبريل 2014 في منطقة مينهانغ بمدينة شنغهاي، الصين.
كان أحد مؤسسيها جاستن يوان، الذي أصبح الرئيس التنفيذي (CEO) للشركة في أواخر عام 2018 خلفًا لـ شو زينهوا.
أول لعبة فيديو أطلقتها شركة Moonton كانت لعبة الدفاع عن البرج (Tower Defense) المسماة Magic Rush: Heroes، والتي صدرت في 6 أبريل 2015. بعد إكمال تطوير لعبة Magic Rush: Heroes، بدأت Moonton في تطوير لعبة ساحة المعركة متعددة اللاعبين عبر الإنترنت (MOBA)، حيث أُطلقت لعبة Mobile Legends تحت اسم Mobile Legends: 5v5 MOBA في عام 2016.
اكتسبت اللعبة شعبية كبيرة في جنوب شرق آسيا، خاصة في إندونيسيا وماليزيا، حيث كانت اللعبة المجانية الأكثر تحميلًا على أجهزة الآيفون في عام 2017. يتم توزيع اللعبة في الولايات المتحدة بواسطة شركة Elex Tech.
حاليًا، تُصرّح الشركة بأنها توظّف أكثر من 1,600 شخص في مكاتبها حول العالم.

## الانتاجات

### ألعاب الفيديو
| السنة | العنوان                  | النوع(الأنواع)                          | المنصة(المنصات)    |
| ----- | ------------------------ | --------------------------------------- | ------------------ |
| 2015  | Magic Rush: Heroes       | الدفاع عن البرج                         | أندرويد ، آي أو إس |
| 2016  | موبايل ليجندز: بانج بانج | ساحة معركة متعددة اللاعبين عبر الإنترنت | أندرويد ، آي أو إس |
| 2019  | موبايل ليجندز: المغامرة  | لعب الأدوار بالتمرير الجانبي            | أندرويد ، آي أو إس |
| 2020  | موبايل ليجندز: بوكيت     | غير متوفرة (تطبيق مصاحب للجوال)         | أندرويد ، آي أو إس |
| 2020  | معبر حلو: Snake.io       | ثعبان                                   | أندرويد ، آي أو إس |
| 2023  | مراقب العوالم            | لعبة تقمص الأدوار                       | أندرويد ، آي أو إس |

### المسلسلات التلفزيونية
| العنوان                    | السنة | الشبكة                                                                               |
| -------------------------- | ----- | ------------------------------------------------------------------------------------ |
| أساطير الفجر: الحجر المقدس | 2021  | WeTV وIflix (العالمية) TV9 (ماليزيا) NET. (إندونيسيا) قناة كاباميليا و A2Z (الفلبين) |